# Mette Ladekarl
Mette Ladekarl (født 4. oktober 1979) er en dansk skuespiller og sanger. Mette Ladekarl blev uddannet fra Det Danske Musicalakademi i Fredericia i 2006. Hun har bl.a. medvirket i Wicked og Kinky Boots på Det Ny Teater og i musicalen Klokkeren fra Notre Dame på Fredericia Teater. Derudover har hun medvirket i Menstrup Revyen 2020, Rødvig Revyen - Revyperler 2021 og Køge Sommerrevy. Hun medvirkede i satireserien Danish Dynamite.

## Teater
- Sister Act, Det Ny Teater
- Revyen i Helsingør 2023
- Køge Sommerrevy 2022
- Kinky Boots, Det Ny Teater
- Rødvig Revyen - Revyperler 2021
- Menstrup Revyen 2020
- Klokkeren fra Notre Dame, Fredericia Teater
- Evita, Aalborg Teater
- Korsbæk på Bakken
- Lyset over Skagen, Nyt Dansk Musikteater
- Wicked, Det Ny Teater
- Baronessen fra Benzintanken, Musikteatret Holstebro
- Les Misérables, Musikteatret Holstebro
- The Producers, Musikteatret Holstebro